# هوراسيو لوبيز
هوراسيو لوبيز (بالإسبانية: Horacio López Salgado)‏ (مواليد 15 سبتمبر 1948) هو لاعب كرة قدم. يلعب مع منتخب المكسيك لكرة القدم. سبق له أن لعب في كأس العالم لكرة القدم مع منتخب بلاده.

## روابط خارجية
- هوراسيو لوبيز على موقع قاعدة بيانات كرة القدم.إي يو (الإنجليزية)
- هوراسيو لوبيز على موقع ناشيونال فوتبول تيمز (الإنجليزية)
- هوراسيو لوبيز على موقع عالم كرة القدم.نت (الإنجليزية)